# Cosas de mujeres
Cosas de mujeres es un cortometraje de docuficción mexicano de 1978, dirigido por Rosa Martha Fernández dentro del Colectivo Cine Mujer. La primera película del colectivo explora y denuncia el problema del aborto clandestino en México a partir de testimonios de mujeres que atravesaron el proceso y la perspectiva médica de la época. La película fue nominada al Premio Ariel en la categoría de cortometraje documental.

## Argumento
Una estudiante de sociología tiene un embarazo no deseado y, al buscar un aborto, es humillada por un médico incompetente. Tras enfermar por un proceso mal realizado, una amiga la lleva al Hospital General.

## Contexto y producción
El Colectivo Cine Mujer fue un grupo pionero compuesto por mujeres cineastas feministas para responder a a la óptica masculina, centrada en la heterosexualidad y conservadora que dominaba el cine mexicano en la década de los 70, y hacer visible las historias sobre mujeres desde sus profesiones y perspectivas.Cosas de Mujeres presenta las circunstancias de las mujeres que quieren decidir sobre su maternidad y la lucha histórica e internacional de las mujeres por su derecho a decidir sobre el cuerpo.
Con una duración de 45 minutos y filmada en 16 milímetros en blanco y negro, la película producida en el Centro Universitario de Estudios Cinematográficos de la Universidad Autónoma de México usa material de archivo periodístico, datos estadísticos, entrevistas y testimonios para explorar las preocupaciones, dudas y situaciones principales que enfrentaban las mujeres en la época sobre el aborto, métodos anticonceptivos, miedos, circunstancias, responsabilidades y luchas.En entrevista para el documental Rebeladas, dirigido por Andrea Gautier y Tabatta Salinas Caballero, Fernández compartió que la investigación y grabación de ciertas secuencias para el documental se realizó en hospitales.